# Retrato del infante Don Carlos
El Retrato del infante don Carlos, hermano del rey Felipe IV nacido en 1607 y fallecido en 1632, pudo ser pintado por Velázquez hacia 1626-1628, a juzgar por la edad del modelo, y se conserva en el Museo del Prado de Madrid desde 1827.

## Descripción del cuadro
Según López-Rey podría tratarse de uno de los cuadros salvados del incendio del Alcázar de Madrid de 1734, inventariado con el número 352 como de mano de Velázquez, habiéndose confundido al modelo con su hermano el rey. Antes de su ingreso en el Museo estuvo depositado en la Real Academia de Bellas Artes de San Fernando. En cuanto a la fecha de su ejecución Hernández Perera sugirió el año 1628, por la joya que luce el infante que podría ser la cadena de oro que con ocasión de su vigésimo primer aniversario le regaló su hermana la infanta María. El estudio técnico realizado en el Museo del Prado apunta en cambio a una fecha más cercana a 1626, aproximándolo al retrato subyacente del Felipe IV conservado en el mismo museo, tal como ya había propuesto Enriqueta Harris.
El cuadro constituye uno de los retratos más atractivos y elegantes de los realizados por el sevillano en sus primeros años de estancia en Madrid. En él Carlos de Austria, el hermano del rey Felipe IV, adopta una postura relajada y elegante  apareciendo de pie, vestido con traje negro con realces de trencilla gris sobre el que cruza en bandolera un enorme cadena de oro de la que cuelga el Toisón de Oro. Destacan las manos del infante, la derecha sosteniendo displicentemente un guante por un dedil mientras que la izquierda, enguantada, sostiene el sombrero de fieltro negro.
Personaje oscuro, enfrentado a Olivares, Velázquez hace del infante un galán pulcro aunque quizá algo indolente, elegante en el vestido negro trenzado en plata y en la pose, aparentemente espontánea —en el detalle del guante que coge distraídamente con la mano diestra— pero plena de majestad, capaz de sostener su elevada posición con su sola presencia sin necesidad de rodearlo del aparato emblemático del poder para ensalzarlo. Al situarlo en un espacio vacío, silueteando la figura sobre un fondo de gris penumbra en el que sólo una línea marca el límite entre la pared y el suelo, que ni siquiera se continúa entre las piernas del retratado habiéndola borrado voluntariamente, según pone de relieve la radiografía, Velázquez está anticipando soluciones que aplicará en algunos de sus más célebres retratos y alcanzará su máxima consecuencia en el del bufón Pablo de Valladolid.